# Oksimetazolin
Oksimetazolin je topikalni dekongestiv. On je adrenomimetik koji selektivno agonizuje α1 i parcijalno α2 adrenergičke receptore. On se koristi u obliku oksimetazolin hidrohlorida u proizvodima kao što su Afrin, Dristan, Nasivin, Logicin, Vicks Sineks, Visin L.R., Sudafed OM, i Zicam. Ovaj lek je razvijen iz ksilometazolina 1961. Oksimetazolin je dostupan kao nazalni sprej.

## Klinička upotreba
Oksimetazolin je dostupan na slobodno kao topikalni dekongestiv u obliku oksimetazolin hidrohlorida u nazalnim sprejevima.
Oksimetazolin takođe ima vazokonstrikciona svojstava, te se koristi i za tretiranje krvarenja nosa i crvenila očiju usled manje iritacije. U prodaji je pod imenom Visine L.R. u obliku kapi za oči.

## Hemija
Oksimetazolin se sintetiše hlorometilacijom 6-tert-butil-2,4-dimetilfenola i daljom transformacijom rezultujućeg hlorometil derivata u nitril. Reakcija tog intermedijara sa etilen diaminom daje oksimetazolin.

## Spoljašnje veze
|  | Molimo Vas, obratite pažnju na važno upozorenje u vezi sa temama iz oblasti medicine (zdravlja). |